# Fünf-Phasen-Konzept
Das Fünf-Phasen-Konzept ist eine Benchmarking-Methode, die dazu dient, in dem eigenen Unternehmen einen systematischen und kontinuierlichen Verbesserungsprozess, durch einen Vergleich (von z. Bsp. Produkten, Prozessen oder Strukturen) mit anderen Unternehmen zu schaffen.
Das vom Deutschen Benchmarking Zentrum entwickelte Fünf-Phasen-Konzept gliedert ein Benchmarking-Projekt in folgende Schritte: die Zielsetzungsphase (Vorbereitungsphase), die interne Analyse (Datenerhebungsphase), die Vergleichsphase (Datenanalyse-Phase), die Maßnahmenphase und die Umsetzungsphase.
Anhand der aus dem Vergleich gewonnenen Daten können Leistungsschwachstellen des eigenen Unternehmens identifiziert und eliminiert, sowie Verbesserungspotentiale erkannt und ausgeschöpft werden. Als Orientierung dient die best practice. Ziel ist ein langfristiger Optimierungsprozess von Produkten, Dienstleistungen, innerbetrieblichen Prozessen, Kostenstrukturen etc. zu schaffen und einen stetigen Lernprozess im Unternehmen aufrechtzuerhalten. Auf Grund der angestrebten kontinuierlichen Verbesserung wird das Fünf-Phasen-Konzept als Kreislauf betrachtet. Ist ein Durchlauf der fünf Phasen erfolgt, werden erneut Ziele definiert, Daten erhoben und Maßnahmen ermittelt und durchgesetzt.

## Zielsetzungsphase
Bestandteile der Zielsetzungsphase, die auch Vorbereitungsphase genannt wird, sind die Bestimmung des Benchmarking-Objektes, die Zusammensetzung des Benchmarking-Teams und vor allem das Festlegen der Ziele, die durch dieses Projekt erreicht werden sollen.
Die Ziele werden detailliert definiert und quantifiziert, sowie die Rahmenbedingungen festgelegt. Hierbei ist zu beachten, dass auch potentielle Einflussfaktoren auf die Zielgrößen ermittelt und berücksichtigt werden. Da für einen erfolgreichen Benchmarking-Prozess die Vergleichbarkeit der Ergebnisse gewährleistet sein muss, sollten numerische, also messbare Größen gewählt werden.
Diese Phase bildet daher die Grundlage für das Gelingen des gesamten Projektes, da schon zu diesem Zeitpunkt die Richtung, in die das Benchmarking-Projekt gehen soll, bestimmt wird.
Für die Auswahl des Benchmarking-Objektes gilt, dass grundsätzlich jeder Bestandteil eines Unternehmens durch das Benchmarking, mit Hilfe des Fünf-Phasen-Konzepts untersucht werden kann. Beispiele für Benchmarking-Objekte sind Produkte bzw. Dienstleistungen, Prozesse, Kostenstrukturen und Organisationssysteme. Das Benchmarking-Objekt muss klar abgegrenzt, sowie seine Betrachtungstiefe festgelegt werden.
Des Weiteren wird ein Benchmarking-Team zusammengestellt, sowie ein Projektleiter mit ausreichend Benchmarking-Methodenkompetenz bestimmt. Hierbei ist zu beachten, dass die Mitglieder des Teams ein sehr umfassendes und objektives Verständnis der Abläufe, Strukturen und Produkte ihres Unternehmens, sowie genaue Kenntnisse des Benchmarking-Objektes besitzen.

## Interne Analyse
In dieser Phase wird das Benchmarking Objekt genau untersucht und es werden Daten aus dem eigenen Unternehmen erhoben.
Für eine gelungene Analyse müssen zuvor alle Kernzahlen (Benchmarks und Einflussfaktoren) bestimmt werden, die eine Relevanz für das Benchmarking-Objekt aufweisen. Üblicherweise wird ein Fragebogen, basierend auf den ermittelten Kern- und Messgrößen ausgearbeitet. Der Schwerpunkt des Fragebogens liegt auf der Leitfrage: „Durch welche Methoden hat der Benchmarking-Partner die besseren Ergebnisse erreicht?“. Dieser Fragenkatalog bildet die Grundlage des Informationsaustausches mit dem Benchmarking-Partner.
Ziel dieser Phase ist möglichst genaue und viele aussagekräftige Daten zu sammeln, jedoch darf die Wirtschaftlichkeit der Informationsgewinnung und der Informationsauswertung nicht außer Acht gelassen werden. Es muss demnach eine Balance zwischen Informationsmenge und dem wirtschaftlichen Aufwand gefunden werden.

## Vergleichsphase
Diese Phase dient dem Informationsaustausch eines Unternehmens mit einem geeigneten Vergleichspartner und der Feststellung der Leistungslücken und deren Ursachen. Dieser Informationsaustausch kann beispielsweise durch einen Fragebogen, ein Interview, ein Firmenbesuch oder durch eine Kombination dieser Elemente erfolgen.
Zunächst werden die Eigenschaften eines idealen Vergleichspartners definiert. Entscheidende Kriterien sind hierbei die Vergleichbarkeit, gegenseitiges Vertrauen und das erwartete Lernpotential der Vergleichspartner.
Anschließend wird eine Liste möglicher Benchmarking-Partner nach den genannten Kriterien erstellt. Es werden detailliertere Informationen über sie zusammen getragen und die am besten geeigneten Partner heraus gesucht. Im dritten Schritt werden diese kontaktiert und deren Bereitschaft für das Benchmarking geklärt. Erfolgt eine Zusage, so wird im nächsten Schritt das weitere Vorgehen gemeinsam abgestimmt. Dabei werden die genauen Inhalte festgelegt, die verglichen werden sollen. Dafür wird der Fragebogen, der in der zweiten Phase ausgearbeitet wurde, den Interessen beider Vergleichspartner angeglichen und ergänzt. Der überarbeitete Fragebogen wird von beiden Partnern ausgefüllt. Anschließend werden die erhobenen Daten einem Plausibilitätscheck unterzogen, um mögliche fehlerhafte Daten zu korrigieren.
Im nächsten Schritt werden die Daten der beiden Benchmarking-Partner im direkten Vergleich gegenübergestellt. Dabei werden die Antworten des Fragebogens analysiert und signifikante Leistungsunterschiede identifiziert. Es folgt die Auswertung der erhaltenen Informationen, indem die Ursachen für die festgestellten Leistungsunterschiede, sowie Leistungslücken bei beiden Unternehmen ermittelt werden. So erhält jeder der Partner für die eigenen Leistungsdefizite einen Vorschlag für eine bessere Strategie, nämlich die best practice .

## Maßnahmenentwicklung
Im folgenden Prozess sollen die gewonnenen Ergebnisse aus den ersten drei Phasen in Maßnahmenvorschläge umgesetzt werden, um die am Anfang definierten Ziele zu erreichen.
Dafür werden alle gewonnenen Erkenntnisse an die Führungskräfte und verschiedenen betroffenen Abteilungen weiter gegeben, um ein allgemeines Verständnis des aktuellen Standes zu gewährleisten.
Es werden zuerst alle Maßnahmen gesammelt, die aus den Vergleichsergebnissen ermittelt werden können, ohne sie zu bewerten. Mit Hilfe der anfänglichen Benchmarking-Zielsetzung wird ein Bewertungsschema entwickelt und auf die Maßnahmen angewendet. Dabei müssen die strategischen Ziele des Unternehmens und dessen aktuelle Leistungsfähigkeit beachtet werden. Darüber hinaus sollen die best practice Lösungen nicht einfach nur übernommen, sondern auch bestmöglich angepasst und weiter entwickelt werden.
Daraus entsteht ein Maßnahmenkatalog mit effektiven, realistisch umsetzbaren Maßnahmen. Der Katalog enthält außerdem die Bewertungen der einzelnen Maßnahmen, sowie deren Prioritäten, Kosten und Wirtschaftlichkeitsbetrachtungen. Dieser Maßnahmenkatalog wird dem Entscheider vorgelegt, und nach Möglichkeit dessen Zustimmung eingeholt.

## Umsetzungsphase
Die Umsetzungsphase ist die letzte Phase des Benchmarking-Prozesses und entscheidet über dessen Erfolg, da hier die konkreten Maßnahmen in die Praxis übernommen werden.
Die Phase beginnt mit der Detailplanung der Maßnahmen. Dafür wird ein genauer Aktionsplan erstellt, der den gesamten Zeitraum, Meilensteine und Verantwortlichkeiten beinhaltet. Die Verantwortung wird vom Projektleiter des Benchmarkings auf die fachlichen Verantwortlichen übertragen. Um mögliche Widerstände der Mitarbeiter zu verringern, sollten vor allem die betroffenen Mitarbeiter so früh und umfassend wie möglich über die bevorstehenden Veränderungen informiert werden.
Die tatsächliche Umsetzung ist sehr zeitaufwendig, weshalb das Management die notwendigen Zeiträume schaffen sollte. Die Umsetzungspläne werden anschließend in Form von mehreren Verbesserungsprojekten realisiert. Dabei müssen die bisher gewohnten Strukturen und Abläufe angepasst werden. Dafür sind eine aktive Unterstützung und eine zielgerichtete, strukturierte Vorgehensweise notwendig.
Als letztes wird der Umsetzungsprozess in einem fortlaufenden Vorgang kontrolliert, indem das Erreichen der Ziele und der Projektfortschritt kontinuierlich überprüft und analysiert werden.
Der Benchmarking-Prozess war erfolgreich, wenn alle Maßnahmen realisiert, die definierten Ziele erreicht und das Benchmarking-Objekt über den ehemaligen Standard hinaus verbessert wurde. Es wird weiterhin regelmäßig überprüft, ob die eigenen Ansprüche noch erfüllt werden, um gegebenenfalls den Zeitpunkt für einen erneuten Benchmarking-Zyklus festzulegen.